# Brits curlingteam (vrouwen)
Het Britse curlingteam vertegenwoordigt Groot-Brittannië in internationale curlingwedstrijden.

## Geschiedenis
Op het Europees en op het wereldkampioenschap treedt Groot-Brittannië nooit aan, aangezien daar Engeland, Schotland en Wales apart vertegenwoordigd worden. Noord-Ierland heeft geen eigen curlingteam. Eenzelfde situatie doet zich voor bij andere sporten, zoals voetbal. Op de Olympische Spelen wordt er echter met één team voor heel Groot-Brittannië aangetreden. Noord-Ieren mogen zelf kiezen of ze deel willen uitmaken van het Britse dan wel van het Ierse team.
Het Britse team debuteerde op de Olympische Winterspelen 1992 in het Franse Albertville, toen curling nog een demonstratiesport was. Daar strandden de Britten op de zesde plek. In 1998, toen curling een volwaardige olympische sport werd, tekende Groot-Brittannië opnieuw present. Sedertdien heeft het Britse team aan elk olympisch curlingtoernooi deelgenomen. Twee keer werden de Britten olympisch kampioen. De eerste titel kwam er in 2002, toen het team rond skip Rhona Martin in de finale te sterk bleek voor Zwitserland. In 2022 wist het team van skip Eve Muirhead namens Groot-Brittannië een tweede titel te bemachtigen, door Japan te verslaan in de eindstrijd.

## Groot-Brittannië op de Olympische Spelen
| \| Jaar \| Plaats \| Skip \| WG \| W \| V \| PV \| PT \| \| ---- \| ------ \| ------------ \| -- \| - \| - \| -- \| -- \| \| 1998 \| 4 \| Kirsty Hay \| 9 \| 4 \| 5 \| 49 \| 60 \| \| 2002 \| 1 \| Rhona Martin \| 13 \| 9 \| 4 \| 85 \| 68 \| \| 2006 \| 5 \| Rhona Martin \| 9 \| 5 \| 4 \| 55 \| 54 \| \| 2010 \| 7 \| Eve Muirhead \| 9 \| 3 \| 6 \| 54 \| 59 \| \| 2014 \| 3 \| Eve Muirhead \| 11 \| 6 \| 5 \| 84 \| 69 \| \| 2018 \| 4 \| Eve Muirhead \| 11 \| 6 \| 5 \| 69 \| 71 \| \| 2022 \| 1 \| Eve Muirhead \| 11 \| 7 \| 4 \| 85 \| 61 \| |        |              |    |   |   |    |    |
| Jaar | Plaats | Skip         | WG | W | V | PV | PT |
| 1998 | 4      | Kirsty Hay   | 9  | 4 | 5 | 49 | 60 |
| 2002 | 1      | Rhona Martin | 13 | 9 | 4 | 85 | 68 |
| 2006 | 5      | Rhona Martin | 9  | 5 | 4 | 55 | 54 |
| 2010 | 7      | Eve Muirhead | 9  | 3 | 6 | 54 | 59 |
| 2014 | 3      | Eve Muirhead | 11 | 6 | 5 | 84 | 69 |
| 2018 | 4      | Eve Muirhead | 11 | 6 | 5 | 69 | 71 |
| 2022 | 1      | Eve Muirhead | 11 | 7 | 4 | 85 | 61 |

Andorra · Australië · België · Brazilië · Bulgarije · Canada · China · Chinees Taipei · Denemarken · Duitsland · Engeland · Estland · Filipijnen · Finland · Frankrijk · Groot-Brittannië · Hongarije · Hongkong · Ierland · Italië · Jamaica · Japan · Kazachstan · Kenia · Kroatië · Letland · Litouwen · Luxemburg · Mexico · Nederland · Nieuw-Zeeland · Nigeria · Noorwegen · Oekraïne · Oostenrijk · Polen · Portugal · Qatar · Roemenië · Rusland · Schotland · Servië · Slovenië · Slowakije · Spanje · Thailand · Tsjechië · Tsjecho-Slowakije · Turkije · Verenigde Staten · Wales · Wit-Rusland · Zuid-Korea · Zweden · Zwitserland